# Ulica gen. Jarosława Dąbrowskiego w Łodzi
Ulica generała Jarosława Dąbrowskiego w Łodzi – istotna dla ruchu miejskiego ulica, która rozpoczyna się skrzyżowaniem z ulicą Rzgowską, a kończy tuż za skrzyżowaniem z ulicą Puszkina, która prowadzi do dzielnicy Widzew.

## Historia
| 1939 – dziś            | 1939 – 1945        | przed 1939 |
| ---------------------- | ------------------ | ---------- |
| Dąbrowskiego Jarosława | Strassburger Linie | Dąbrowska  |

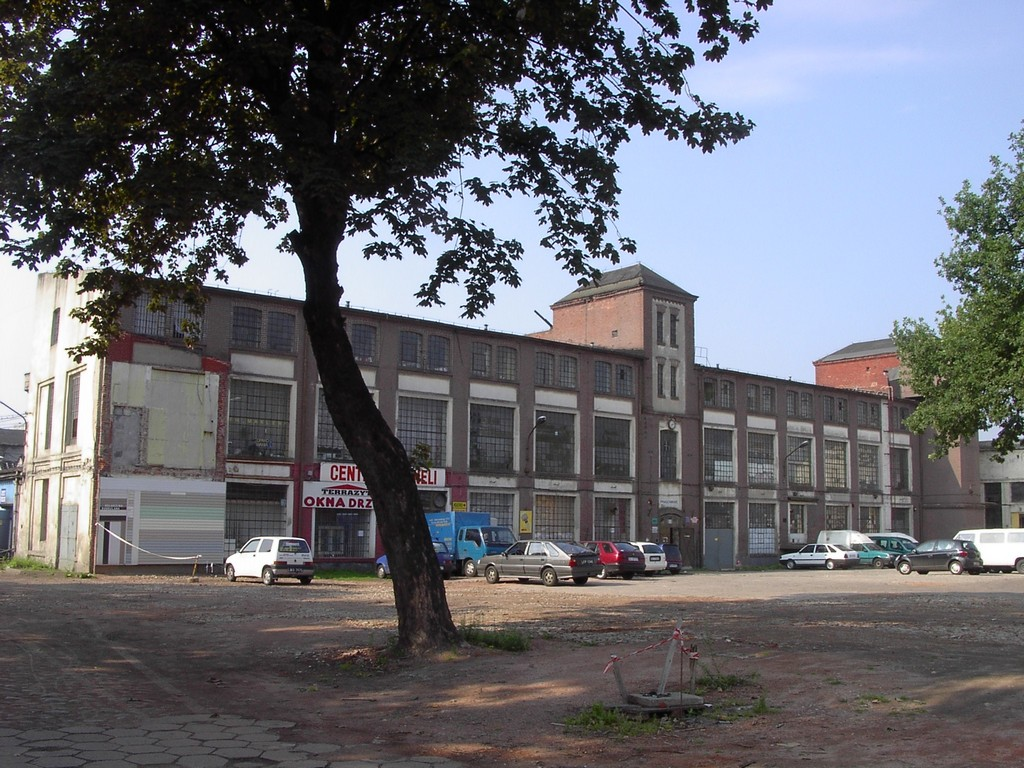
Zabudowania fabryki Pafino, lipiec 2003 roku

Dawniej w miejscu dzisiejszego parkingu, pasażu handlowego i supermarketu Lidl (nr 17/21) mieściły się zabudowania zakładów Pafino. Były to wieża wodna, komin i zabudowa fabryczna. Fabryka była wpisana do ewidencji zabytków. Forma wieży wodnej była dość specyficzna, tworzyła charakterystyczny element krajobrazu skrzyżowania ulicy Kilińskiego i Dąbrowskiego, wraz z budynkami zajezdni tramwajowej „Dąbrowskiego” oraz ceglaną zabudową zajezdni autobusowej. Do niedawna na przeciwległym rogu stała także pierzeja domów mieszkalnych z lat 1910–1925, która częściowo została także rozebrana. Domki stały blisko jezdni pozostawiając mało miejsca na chodnik.
Fragment opisu dawnego wyglądu i życia ulicy Dąbrowskiego z Kroniki miasta Łodzi:

W latach międzywojennych znaczenie leżącej na peryferiach Łodzi ulicy Dąbrowskiego znacznie wzrosło. Minęły czasy, kiedy z drzemki budził ją tylko na krótko turkot przejeżdżających wozów z cegłą lub węglem. W 1928 roku na obszernym terenie położonym u zbiegu ulic Dąbrowskiego i Kilińskiego stanęły zabudowania drugiej w Łodzi zajezdni tramwajowej. Odtąd od świtu do późnego wieczoru, rozlegało się tu dudnienie i zgrzyty kół tramwajów manewrujących na rozjazdach szyn. Hałasy dobiegające z zajezdni były utrapieniem okolicznych mieszkańców. Odtąd też sąsiadujące z zajezdnią bezużyteczne wyrobiska po wydobytej glinie nabrały pewnej wartości. Właściciele cegielni rozparcelowali je na działki budowlane. Ich nabywcami byli głównie tramwajarze, a także lepiej zarabiający robotnicy z łódzkich fabryk. Oszczędności swe lokowali w budowę niewielkich domków, otoczonych starannie pielęgnowanymi ogródkami. Na wolnych terenach, pomiędzy z rzadka stojącymi domkami, pojawiły się czynszowe kamieniczki ze sklepami na parterze, oferującymi klientom "mydło i powidło". Jednakże w tutejszym krajobrazie nadal przeważały poletka żyta i ziemniaków oraz wypalone słońcem łąki, na których kozy i krowy wyskubywały lichą trawę; czasem przemknął w podskokach zabłąkany zając..

## Ważne obiekty na przebiegu ulicy
- Park im. Jarosława Dąbrowskiego
- zajezdnia tramwajowa Dąbrowskiego

## Ważne obiekty w okolicach ulicy
- plac Niepodległości
- Wyższa Szkoła Informatyki – Rzgowska 17
- Fabryka braci Stolarow – kompleks obiektów przemysłowych – Rzgowska 26/28
- Szpital dla Polaków przy ul. Łomżyńskiej[5]
- Przychodnia Miejska przy ul. Leczniczej
- Park Miejski przy ulicy Leczniczej
- Zakład Karny nr 2 w Łodzi
- Wiadukt drogowo-kolejowy (połączenie ze stacji Łódź - Chojny do stacji Łódź - Widzew)
- Dawne zakłady Bistona i inne tworzące przemysłową część dzielnicy
- Fundacja Gajusz – Hospicjum Stacjonarne dla dzieci przy ul. Dąbrowskiego 87.